# Vyasa
Vyasa (/ˈvjɑːsə/; tiếng Phạn: व्यास, nghĩa đen là "Người biên dịch") là tác giả huyền thoại của Mahabharata, Vedas và Purana, các tác phẩm này đều là một trong các tác phẩm quan trọng nhất trong truyền thống Ấn Độ giáo. Ông cũng được gọi là Veda Vyāsa (वेदव य, veda-vyāsa, "người đã phân loại Vedas") hoặc Krishna Dvaipāyana (đề cập đến nước da tối màu và nơi sinh của ông).
Lễ hội của Guru Purnima là dành riêng cho ông. Nó còn được gọi là Vyasa Purnima, ngày được cho là cả ngày sinh của ông và ngày khi ông bắt đầu phân chia kinh Veda. Vyasa được coi là một trong bảy Chiranjivins (sống lâu hoặc bất tử), mà vẫn còn tồn tại theo truyền thống Hindu.

## Sách tham khảo
- The Mahabharata of Krishna-Dwaipayana Vyasa, translated by Kisari Mohan Ganguli, published between 1883 and 1896
- The Arthashastra, translated by Shamasastry, 1915
- The Vishnu-Purana, translated by H. H. Wilson, 1840
- The Bhagavata-Purana, translated by A. C. Bhaktivedanta Swami Prabhupada, 1988 copyright Bhaktivedanta Book Trust
- The Jataka or Stories of the Buddha's Former Births, edited by E. B. Cowell, 1895